# علي حسين علي فتيل
علي حسين علي فتيل (مواليد 21 يوليو 1995) لاعب كرة قدم بحريني يلعب حاليا لصالح نادي الدرجة الأولى البسيتين البحريني في خط الوسط من 2013.

## منتخب البحرين
شارك فتيل مع منتخب البحرين الأولمبي.